# Internazionali di Francia 1956
Gli Internazionali di Francia 1956 (conosciuti oggi come Open di Francia o Roland Garros) sono stati la 55ª edizione degli Internazionali di Francia di tennis. Si sono svolti sui campi in terra rossa dello Stade Roland Garros di Parigi in Francia.
Il singolare maschile è stato vinto da Lewis Hoad, che si è imposto su Sven Davidson in tre set col punteggio di 6–4, 8–6, 6–3. Il singolare femminile è stato vinto da Althea Gibson, che ha battuto in due set la britannica Angela Mortimer. Nel doppio maschile si sono imposti Don Candy e Bob Perry. Nel doppio femminile hanno trionfato Angela Buxton e Althea Gibson. Nel doppio misto la vittoria è andata a Thelma Coyne Long in coppia con Luis Ayala.

## Seniors

### Singolare maschile
Lewis Hoad ha battuto in finale  Sven Davidson con il punteggio di 6–4, 8–6, 6–3.

### Singolare femminile
Althea Gibson ha battuto in finale  Angela Mortimer con il punteggio di 6–0, 12–10.

### Doppio maschile
Don Candy /  Bob Perry hanno battuto in finale  Ashley Cooper /  Lew Hoad con il punteggio di 7–5, 6–3, 6–3.

### Doppio Femminile
Angela Buxton /  Althea Gibson hanno battuto in finale  Darlene Hard /  Dorothy Head Knode con il punteggio di 6–8, 8–6, 6–1.

### Doppio Misto
Thelma Coyne Long /  Luis Ayala hanno battuto in finale  Doris Hart /  Bob Howe con il punteggio di 4–6, 6–4, 6–1.